# ボナー・フェラーズ
ボナー・フランク・フェラーズ（Bonner Frank Fellers、1896年2月7日 - 1973年10月7日）は、アメリカ陸軍の軍人で、最終階級は准将。
元々は中東専門のG2（情報）将校。第二次世界大戦の北アフリカ戦線で、観戦武官として送ったイギリス軍についての詳細な情報を枢軸国軍側に解読され、イギリス軍に悲惨な敗北をもたらしたことで世界的に有名である。この事件でG2将校の任務を外された後、太平洋戦線のダグラス・マッカーサー大将の総司令部へ転属となり、対日心理戦を担当した。
連合軍占領下の日本において昭和天皇の戦犯訴追免除に大きく関与したとされ、映画『終戦のエンペラー』の題材ともなったが、2020年代においてはそれを疑問視する見解が出されている（詳細後述）。

## 初期の軍歴
1916年6月に陸軍士官学校へ入学。第一次世界大戦で初級将校の需要が増したことにより1918年11月1日に繰り上げ卒業して、少尉で沿岸砲兵隊(United States Army Coast Artillery Corps)に配属された。1919年10月、中尉に昇進し、翌1920年に沿岸砲兵学校基礎課程を卒業した。世界大戦後の劇的な陸軍縮小で昇進が難しくなり、大尉に昇進したのは1934年12月3日だった。1935年には陸軍指揮幕僚大学と化学戦研究部(Chemical Warfare Service)野戦将校課程を卒業した。指揮幕僚大学では論文「日本兵の心理」("The Psychology of the Japanese Soldier")を完成させた。

## 第二次世界大戦期

### イタリアとドイツのフェラーズ報告解読
中東専門のG2将校であるフェラーズ少佐は、北アフリカ戦線での戦闘が始まった翌月の1940年10月、駐エジプト視察団の観戦武官に配属され、地中海・中東戦域(Mediterranean and Middle East Theatre)のイギリスの軍事作戦を観察し報告する任務を与えられた。イギリスはフェラーズに彼らの活動と情報へのアクセスを許し、フェラーズは知ったことを全てフランクリン・ルーズベルト大統領と統合参謀本部に国務省の「ブラック暗号」(Black Code)を使って報告した。
しかしイタリア軍事情報部(Servizio Informazioni Militare)がアメリカ参戦前の1941年9月、ローマのアメリカ大使館から暗号書を盗み出して撮影しており、イタリアはヨーロッパと北アフリカにあるアメリカ大使館から発信されるほとんど全てのブラック暗号を使った通信を解読していた。イタリアは同盟国ドイツに対するテコにするため、暗号書はドイツに渡さず、解読ずみの情報をドイツに知らせた。
そのためドイツ国防軍最高司令部暗号部(Chiffrierabteilung des Oberkommandos der Wehrmacht)は独自にブラック暗号解読に当たった。フェラーズ大佐（1941年10月昇進）の電文が、いつも"Milid Wash"または"Agwar Wash"で始まっていたことは（"Milid"は"Military Intelligence Division"（陸軍省情報部）の、"Agwar"は"Adjutant General, War Department"の略）、ドイツ側に再暗号加算数（日本海軍では乱数と呼んだ）を使った暗号の解読を容易にし、1942年1月末までにブラック暗号を解読した。フェラーズは同年2月、ブラック暗号の危険性を2回報告していたが、ワシントンが安全と指示したので使い続けた。中東戦域(Middle East Command)最高司令官クロード・オーキンレック大将の総司令部から第一線部隊まで情報を集めて回ったフェラーズは、ワシントンへ1日に5回も報告することがあり、枢軸国軍側は、イギリス軍の兵力、配置、損失、援軍、補給、情況、計画、士気などの最高機密情報を、フェラーズの発信から8時間以内に読むことができた。アドルフ・ヒトラーとドイツアフリカ軍団長エルヴィン・ロンメルはフェラーズの秘密報告を送信2時間後に読むこともあった。ドイツ側で暗号解読を指揮したヘルベルト・シェーデル博士によれば、「ロンメルは毎日昼食時に、昨晩の連合国軍の配置を正確に知らされたのである」。ドイツ側はフェラーズに「良いソース」("Gute Quelle")というコードネームをつけ、ロンメル上級大将はフェラーズを「小さな仲間」と呼んだ。
枢軸国軍は1941年秋以降、イギリス軍の反攻作戦「クルセーダー作戦」で押し戻されていたが、フェラーズ情報が利用できるようになったことで、1942年1月から再び攻勢に出た。ロンメル上級大将が指揮するドイツアフリカ軍団は、17日間で500kmも前進した。イギリス軍はロンメルの進撃を阻止するため、マルタ島にある空軍基地から、ロンメルのアフリカの石油補給線に空襲をかけた。そのためロンメルはマルタ基地からの空襲を取り除かねばならなくなり、マルタ島がドイツ側の主要な目標となった。
ドイツ空軍の空襲でマルタ島は食糧と燃料が不足し、5月末までには降伏の瀬戸際に追い込まれた。そこでイギリスは、6月にマルタ島へ大規模な救援作戦を決行することにした。枢軸国軍側の航空兵力の効果を最小限にするために、護送船団はアレクサンドリアからの「ヴィガラス船団」とジブラルタルからの「ハープーン船団」の2つに分けられた。両船団の航行に合わせて、枢軸国軍の艦艇と航空機を無効にするための特殊部隊の攻撃も計画された。しかしこの作戦が準備された時、フェラーズはいつものように、ブラック暗号を使ってワシントンに通信を送った。6月11日付のフェラーズ電第11119号は、ローマとドイツ国防軍最高司令部暗号部の双方で傍受された。同電では次のように書かれている。
6月12日から13日の夜、イギリスの破壊工作部隊が、9つの枢軸国飛行場の飛行機に、粘着爆弾による同時攻撃を計画している。目的地にパラシュートと長距離砂漠偵察隊で到着する計画。
イギリス軍と自由フランス軍の襲撃隊は、リビア国境の背後とクレタ島で行動を起こした。ほとんどの攻撃で、襲撃隊は警報を受けた守備隊の正確な砲火に遭って多大な損失を受け、ドイツ空軍に損害を与えることに失敗した。唯一成功したのは、フェラーズの警報が受信されなかったか、無視されたか、不適切に処理されたことによるものだった。一方、両護送船団は発見されて攻撃を受けた。ハープーン船団の6隻の輸送船と護衛部隊は、ジブラルタルを出港した翌日、空中と水上から継続的な攻撃を受け、2隻の輸送船だけがマルタ島に辿り着いた（輸送船2隻と駆逐艦1隻が沈没）。輸送船11隻、軽巡洋艦8隻、駆逐艦22隻などから成るヴィガラス船団は、輸送船2隻、軽巡洋艦1隻、駆逐艦3隻を失い、アレクサンドリアへ引き返した。

### フェラーズの情報漏れを突き止めたイギリス
アメリカの暗号は同盟国イギリスも解読していた。そしてフェラーズ大佐が1942年2月18日に「アメリカ陸軍はイギリス軍と同じ戦域で効果的に仕事をするのが不可能であることが分かるだろう」とした暗号通信をイギリスに解読され、イギリス政府はフェラーズを「好ましからざる人物（ペルソナ・ノン・グラータ）」と判断した。ウィンストン・チャーチル首相はその1週間後、ルーズベルト大統領に外交団が使っている暗号の危険を警告したが、上記のようにアメリカ側は何の措置も執らなかった。
ロンメル上級大将のドイツアフリカ軍団がニール・リッチー中将のイギリス第8軍(Eighth Army (United Kingdom))に致命的打撃を与える中、イギリス政府暗号学校（現在の政府通信本部の前身）は、4月中旬、ドイツが中東戦域総司令部に深く食い込んでいることを突き止め、間もなくフェラーズに疑いが向けられた。6月4日には、ドイツの暗号解読で得られたウルトラ情報(Ultra)から、「良いソース」がイギリス軍部隊を訪れてアメリカ軍の戦術と否定的比較をしていることが分かり、カイロのアメリカ使節団でブラック暗号を使用している誰かである最終的論拠となった。6月10日、イギリス情報部のトップはチャーチル首相に、ドイツがカイロにいるフェラーズの軍事使節団が使っている暗号を解読し、危ういと報告した。ヴィガラス作戦とハープーン作戦の失敗で、ワシントンは6月14日、カイロ駐在武官の暗号が危ういことを認め、チャーチル首相は激怒した。
第2回ワシントン会談の最中の6月21日、ガザラの戦いでドイツアフリカ軍団がイギリス第8軍に勝利してリビアのトブルク要塞が陥落し、守備隊3万3000名が捕虜となった。この落胆の中でチャーチル首相はフェラーズ事件が与えた便宜を理解し、「良いソース」がまだロンメル上級大将に最高機密情報を供給し続けていることを暴露した。この首脳会談の直後、参謀総長ジョージ・マーシャル大将はカイロに緊急警報を送った。
ヒトラーとベニート・ムッソリーニはロンメル元帥（トブルク攻略で昇進）に、アレクサンドリアを占領し、中東とその戦略的石油埋蔵量、スエズ運河を枢軸国で管理する命令を出した。ヒトラーは6月28日、「アレクサンドリア占領は、全イギリス国民を激怒させ（シンガポール陥落には裕福な階級しか関心がなかった）、チャーチルに対する騒乱を起こさせるだろう。カイロの米大臣（駐在武官）が、彼の下手に暗号化された海底電信を通じて、イギリスの軍事計画について我々によく知らせ続けてくれることだけが期待された」と熱狂的に発言した。「良いソース」は翌29日から沈黙し、ロンメル元帥は突然、暗闇に投げ出された。
アメリカ陸軍省は6月19日、北アフリカ軍事使節団に代わってアメリカ中東陸軍(United States Army Forces in the Middle East)を設置。イギリス情報部からフェラーズ事件の情報を与えられていた司令官ラッセル・マクスウェル(Russell Maxwell)少将は、「好ましからざる人物」フェラーズの配置を終わらせることを求めるイギリス政府の要求を支持して、7月7日、参謀長代理(acting chief of staff)フェラーズ大佐を解任した。その際にマクスウェル司令官は、フェラーズをG2将校とすることは正当化できないと感じるとし、陸軍省に完全な報告をするため、フェラーズの帰国が最も望ましいとした。9日には情報部長ジョージ・ストロング(George Strong)少将がイギリス情報部との機密の相談の後、マーシャル参謀総長に、フェラーズを相談のため帰国させることが大いに望ましいと伝えた。フェラーズがワシントンに戻ると、ストロング部長は情報部の英帝国部門の一時的任務につけた。フェラーズの中東専門のG2将校としてのキャリアは終わった。
しかしルーズベルト大統領自身は、マーシャル参謀総長と陸軍省に真っ正面から反対して、イギリス第8軍はドイツアフリカ軍団に勝てそうもないと激しく非難し、北アフリカでの重要なアメリカ軍介入を主張するフェラーズの報告書を真剣に受け止め、チャーチル首相がトブルク陥落の報を受けた6月21日の首脳会談で、アメリカ陸軍数個師団の中東展開を示唆する基礎となった。1942年の海峡横断作戦「スレッジハンマー作戦」(Operation Sledgehammer)と1943年の海峡横断作戦「ラウンドアップ作戦」(Operation Roundup)のためアメリカ軍戦力をイギリス本土に集結させる「ボレロ作戦」(Operation Bolero)を進めていたマーシャル参謀総長はフェラーズの影響力上昇を喜ばず、6月23日の首脳会談後、ルーズベルト大統領に対する秘密覚書に「フェラーズは貴重な観戦武官ですが、彼の責任は戦略家のそれではなく、彼の見解は私と作戦部の見解と正反対です」と書き、イギリスの促す北アフリカ侵攻作戦「ジムナスト作戦」に反対していた。
米英首脳会談後、イギリス政府がスレッジハンマー作戦は実施不可能と決定してアメリカ政府に通告した。これに対し統合参謀本部はアメリカの主戦力を太平洋戦線に投入する太平洋第一主義を決定したが、ルーズベルト大統領が拒否。ジムナスト作戦が「トーチ作戦」と改名されて実施され、北アフリカの枢軸国軍を東西から挟み撃ちにした。ルーズベルト大統領はフェラーズに陸軍長官から陸軍殊勲章(Distinguished Service Medal (U.S. Army))を授けた。
事件の後、英米軍の司令官の何人かはフェラーズを「おしゃべり大佐(Colonel Garrulous)」と軽蔑した。トーチ作戦準備段階からチャーチル首相にウルトラ情報へのアクセスを許されるようになっていた連合国軍最高司令官(Commander in Chief, Allied Force)ドワイト・アイゼンハワー大将（1942年6月23日まで作戦部長としてボレロ作戦を担当。24日にヨーロッパ作戦戦域司令官）はカイロ会談の際、フェラーズと交流のあった特殊作戦執行部の女性スパイ、ハーマイオン・ランファリー伯夫人(Hermione, Countess of Ranfurly)に「ボナー・フェラーズのいかなる友人も私の友人ではない」と言った。
フェラーズはマーシャル参謀総長の指揮系統にある陸軍省情報部から、統合参謀本部指揮下の戦略情報局(OSS)に配属替えの後、1943年秋、ニューギニア島ホーランジア上陸作戦準備段階で、「好ましからざる人物」と認定されたイギリスから可能な限り遠い南西太平洋戦域(South West Pacific Area)最高司令官マッカーサー大将の総司令部に転属となった。OSSでの同僚は、フェラーズを「私が出会った最も激しいイギリス嫌い」と回想している。

### 太平洋戦線への転属
マッカーサー大将の総司令部では1942年9月から、日系二世語学兵を主力とし、連合国軍3大情報機関の中で最大となる連合国翻訳通訳課(Allied Translator and Interpreter Section: 略称ATIS)が活動していた（他の2つはホノルルの太平洋戦域統合情報センター(Joint Intelligence Center, Pacific Ocean Areas)とニューデリーの東南アジア翻訳捕虜尋問センター(Southeast Asia Translator and Interrogation Center)）。ATIS調整官のシドニー・マシュバー(Sidney Mashbir)大佐は日本専門のG2将校で、駐日武官勤務だけでなく、東京でのビジネスマン経験もあり、海軍のエリス・ザカライアスと並ぶ陸軍きっての日本専門家だった。二世語学兵には日本で学校教育を受けた「帰米」もいた。帰米は学校で軍事教練を受けているので、日本語の軍事用語に通じており、筆で書かれた草書体の文書も読めた。ATISでは捕獲した日本軍文書の翻訳・分析と捕虜尋問、そこから得た情報の配布を行った。捕獲文書には日本軍兵士の日記が大量にあり、ATISはその翻訳を通して日本軍部隊の状態や配置、作戦、兵站、士気、心理状態などを詳細に知ることができた。戦場での捕虜尋問で間近に迫った日本軍の空爆を避けることもあった。二世語学兵には残敵掃討の投降勧告で命を張る者もいた。
フィリピンからオーストラリアへ脱出したマッカーサー最高司令官の南西太平洋戦域では、オーストラリア軍最高司令官(Commander in Chief, Australian Military Forces)トーマス・ブレイミー(Thomas Blamey)大将が連合国陸上部隊(Allied Land Forces)司令官となり、オーストラリア委任統治領東部ニューギニア戦までの同戦域の連合国軍主力はオーストラリア陸軍だった。マッカーサーは、チェスター・ニミッツ大将が最高司令官の太平洋戦域(Pacific Ocean Areas)で行われた、日本軍の拠点を正面から攻撃して全滅させる自軍にも犠牲の多い戦略ではなく、日本軍の手薄なところに飛行場を確保して退路を断ち、日本軍を戦闘で全滅させず餓死させる戦略を採り、南西太平洋戦域の連合国軍戦死傷者は多く見積もっても日本軍の十分の一にならないと推測されている。二世語学兵1人は歩兵1個中隊と同じ価値を持つとも言われ、マッカーサー総司令部のG2部長としてATISを設立したチャールズ・ウィロビーは、二世語学兵が戦争を2年短縮したと評した。戦後にマッカーサーは「実際の戦闘前にこれほど敵のことを知っていた戦争はこれまでになかった」と語っているほどである。1944年3月末の「海軍乙事件」で、連合艦隊参謀長福留繁中将が保持していた新Z号作戦計画書などの最高機密文書を翻訳・分析して、ニミッツの担当戦域でのマリアナ諸島攻略戦に貢献したのもATISである。マッカーサーのOSS嫌いは有名だが、個人的感情によるものではない。マッカーサーは、統合参謀本部で太平洋戦線を主に担当する合衆国艦隊司令長官兼海軍作戦部長アーネスト・キング大将とは、対日戦略構想が全く違って対立しており（キングはフィリピン素通りを主張、マッカーサーはフィリピン奪還に固執。1944年7月にルーズベルト大統領の裁定でマッカーサー案採用）、統合参謀本部指揮下のOSSが南西太平洋戦域で活動することを認めなかった。
一方、フェラーズは旅行で3度、訪日しただけで、日本での勤務経験はなく、英語でラフカディオ・ハーンなどの著作を読んでいて日本語の読み書きはできない。G2将校の任務を外されたフェラーズは、マッカーサー総司令部で心理戦担当となり、ATISのマシュバー調整官に部下の二世語学兵を求めた。日本本土侵攻のオリンピック作戦準備のため、陸軍省G2は全ての二世語学兵をATIS指揮下に入れた。したがって二世語学兵たちを統括したATIS調整官マシュバー大佐がアメリカ陸軍G2将校で日本人の心理を最もよく知る1人だったことは確実であり、日本放送協会(NHK)が1997年6月15日に放映したNHKスペシャル「昭和天皇『二つの独白録』」制作のため、フェラーズの1人娘にマッカーサー記念館(MacArthur Memorial)へ複写を提供させたフェラーズ文書を元にした、東野真（解説は粟屋憲太郎と吉田裕）、ジョン・ダワー、ハーバート・ビックス、岡本嗣郎、井口治夫、加藤哲郎らや、映画『終戦のエンペラー』の描くフェラーズ像は、ATISの存在と活動を知らないか無視して、フェラーズのマッカーサーに対する影響力を過剰すぎるほど過大評価したものであり（エドウィン・ライシャワーの文書も、G2将校時代の文書は公開されていない）、第二次世界大戦のヨーロッパでの戦いに対する関心が低く、フェラーズが北アフリカ戦線で犯したG2将校としての致命的失態が知られていない日本国民を対象とした大がかりなディスインフォメーションと、駄場裕司は推測している。『終戦のエンペラー』が取り上げたフェラーズの活動は、実際はATISのジョン・アンダートン少佐に助けられながらの裏工作だった。
『終戦のエンペラー』でフェラーズはクエーカーの平和主義者として描かれているが、実際のフェラーズは、アメリカの極右団体ジョン・バーチ・ソサエティに加入した反共主義者だった。マーク・ゲインはマッカーサーにとってのフェラーズの役割は、クエーカー同士で親しい共和党保守派（主流派）のハーバート・フーヴァー元大統領らとのパイプ役だとしている。マッカーサーは軍医出身で参謀総長となった陸軍非主流派のレオナード・ウッド(Leonard Wood)少将（父アーサー・マッカーサー・ジュニアの元部下）のお気に入りで、ウッドは1912年の大統領選挙で共和党を割って革新党を設立したセオドア・ルーズベルト元大統領の盟友であるため、共和党革新派（非主流派）の系譜に連なる。陸軍主流派の最高実力者、第一次世界大戦のアメリカ遠征軍最高司令官で、参謀総長となったジョン・パーシング元帥は、外見的な規律ではアメリカ軍最低レベルの州兵師団、第42歩兵師団(42nd Infantry Division (United States) 通称「レインボー師団」)の部隊を最前線で指揮して、アメリカ軍将官としては最高の戦功を挙げたマッカーサーを第一次世界大戦中から嫌っており、女性問題（パーシングと、その副官の元愛人と結婚した）で、士官学校校長から、マニラ軍管区(Military District of Manila)司令官という実体のないポスト（すでにフィリピン軍管区(Philippine Department)司令官が存在）を創設して追放した（当時のフィリピン総督はウッド）。マッカーサーはパーシング元帥が定年で退役して参謀総長を降りるまでアメリカ本国に戻れなかった。パーシングのお気に入りは自分が参謀、副官として使ったマーシャルだった。逆にマッカーサーは自分の参謀総長時代にマーシャルらパーシングのお気に入りを冷遇した（マーシャルを、その希望に反してモートリー要塞(Fort Moultrie)司令から、イリノイ州州兵師団の第33歩兵師団(33rd Infantry Division (United States))シニア・インストラクターへ異動）。
第二次世界大戦中から陸軍主流派の実力者のマーシャルとアイゼンハワーに嫌われていたフェラーズは、戦後、畑違いの陸軍航空軍（1947年に空軍として独立）の利害を代弁する戦略核爆撃機増強論者となった。
この間、連合国最高司令官軍事秘書の肩書を有した。
その後、第二次世界大戦後の軍事費削減で大佐に降格となり、1940年9月制定の選抜訓練徴兵法(Selective Training and Service Act of 1940)で編成された合衆国陸軍(Army of the United States)が解散されると退役大佐。1948年6月に退役准将に昇進した。1948年の大統領選挙では、共和党保守派のロバート・タフト上院議員の陣営で活動した。

## 階級履歴
|  | 少尉, 連邦常備陸軍(Regular Army), 1918年11月1日            |
|  | 中尉, 連邦常備陸軍, 1919年10月1日                          |
|  | 大尉, 連邦常備陸軍, 1934年12月3日                          |
|  | 少佐, 連邦常備陸軍, 1940年7月1日                           |
|  | 中佐, 合衆国陸軍(Army of the United States), 1941年9月15日 |
|  | 大佐, 合衆国陸軍, 1941年10月15日                           |
|  | 准将, 合衆国陸軍, 1942年12月4日                            |
|  | 中佐, 連邦常備陸軍, 1942年12月11日                         |
|  | 大佐, 合衆国陸軍, 1946年1月31日                            |
|  | 大佐, 退役者リスト, 1946年11月30日                         |
|  | 准将, 退役者リスト, 1948年6月30日                          |